# Lasiopogon bezzii
Lasiopogon bezzii là một loài ruồi trong họ Asilidae. Lasiopogon bezzii được Engel miêu tả năm 1929. Loài này phân bố ở vùng Cổ Bắc giới.